# حدائق بابل المعلقة
حدائق بابل المعلقة إحدى عجائب الدنيا السبع في العالم القديم، وهي العجيبة الوحيدة التي يُظن بأنها أسطورة، ويُزعم بأنها بنيت في المدينة القديمة بابل وموقعها الحالي قريب من مدينة الحلة بمحافظة بابل، العراق، وهي أول تجربة للزراعة العمودية في التاريخ. ومؤخراً كشفت الدراسات التي أجرتها ستيفاني دالي، في جامعة أكسفورد المتخصصة في الدراسات الشرقية وتحديدا في بلاد ما بين النهرين، نظرية استندت على أبحاث استغرقت 20 عاماً، إذ قررت دالي تركيز بحثها مئات الأميال إلى الشمال من مدينة بابل القديمة، حيث مدينة نينوى التي تقع على بعد حوالي 450 كم شمال بابل، والتي تمثلها في الوقت الحاضر مدينة الموصل شمال العراق.
ووفقاً لتقديرات بعض علماء الري إضافة إلى نجاح ستيفاني نظرياً في فك طلاسم إحدى القرائن المعروضة في المتحف البريطاني، وهي رقيم (لوح) طيني مكتوب باللغة المسمارية القديمة يبلغ عمره حوالي 2500 عام، حيث أستنتجت بأن العلماء وهم يبحثون عن آثار الحدائق المعلقة قد ضلوا الطريق حين كانوا يبحثون في المكان الخطأ.
وأشارت إلى أن الوصف التاريخي للحدائق، ظاهر وبقوة في قصر سنحاريب في نينوى، الملك الآشوري الذي عاش قبل نبوخذ نصر بمائة عام، حيث وصف في الرقيم «قصراً لا يضاهيه قصر». كما أن كتاباته تصف طريقة زراعة الأشجار على الرواق المسقوف مثلما وردت في وصف حدائق بابل تماماً.
وكان الملك سنحاريب قد أورد في هذا الرقيم معلومات مفصلة عن أعماله وعن المدينة وعن قصره وعن الحدائق ووصفها بأنها مكونة من أنواع مختلفة من الشجيرات والنباتات التي تشكل سياجاً حول القصور، مدوناً باللغة المسمارية القديمة، حيث تعد دالي من الأشخاص القلائل الذين يستطيعون قراءة هذه اللغة في العالم.
حدائق بابل المعلقة ليست هي المبنى المميز الوحيد الذي كان موجودا في بابل، لقد كان هنالك أسوار للمدينة ومبنى المسلة التي نسبت إلى الملكة سميراميس أيضاً من عجائب المدينة.
ولقد نسبت حدائق بابل المعلقة إلى الملك البابلي نبوخذنصر الثاني، الذي حكم بين العامين 562 و605 قبل الميلاد. وذكر بأن سبب بنائها هو إرضاء زوجته ملكة بابل والتي كانت ابنة أحد قادة الجيوش التي تحالفت مع أبيه، والذي بذل الجهد الكبير في قهر الآشوريين. وكانت تدعى اميتس الميدونية والتي افتقدت المعيشة في تلال بلاد فارس وكانت تكره العيش في أرض بابل المسطحة. لذلك قرر نبوخذنصر أن يسكنها في مبنى فوق تل مصنوعة بأيدي الرجال، وعلى شكل حدائق بها تراسات.

## ذكر حدائق بابل في النصوص القديمة

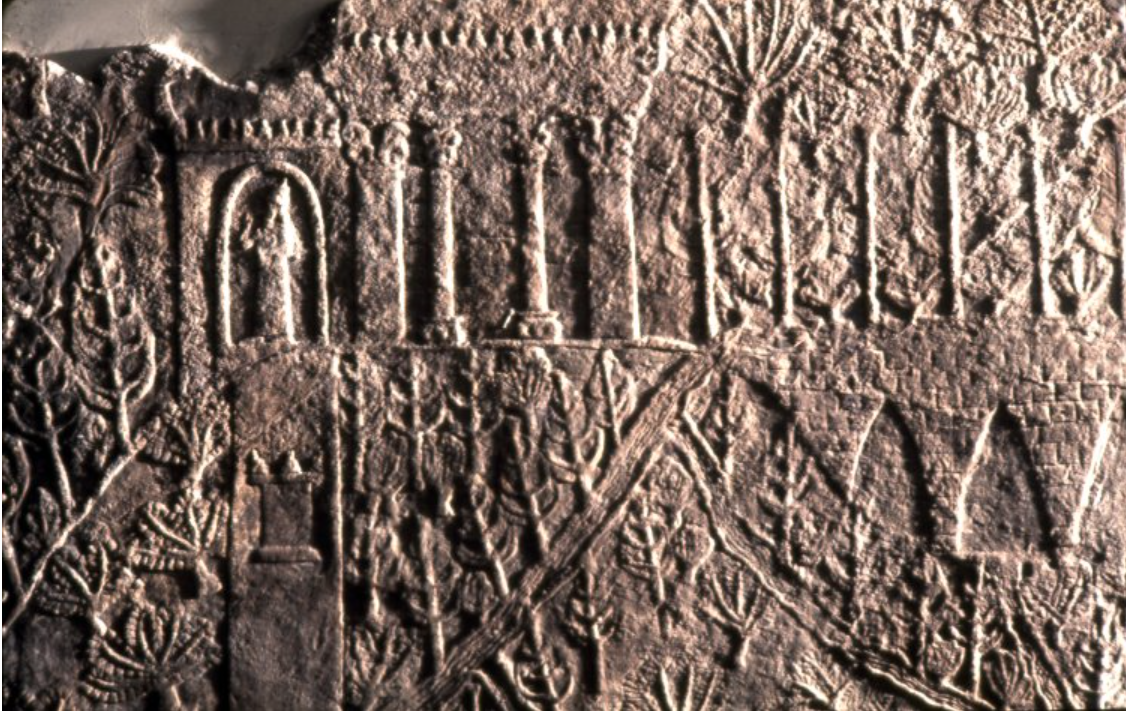
رسم حدائق منقوشة على جدران قصر قرب نينوى يسمى قصر سنحاريب الملك الآشوري الذي عاش قبل نبوخذ نصر بمائة عام، حيث وصف في الرقيم الطيني بوصفهِ «قصراً لا يضاهيه قصر». كما أن الكتابة تصف طريقة زراعة الأشجار على الرواق المسقوف مثلما وردت في وصف حدائق بابل تماماً.

وُصفت حدائق بابل المعلقة في عدد من النصوص القديمة، وكان أولها نص للراهب والمؤرخ والفلكي برعوثا الذي كان يعبد الإله مردوخ والذي عاش في أواخر القرن الرابع قبل الميلاد. ولم تعرف مؤلفات برعوثا إلا عن طريق الاقتباسات التي اقتبسها بعض الكتاب منها (مثل يوسف بن ماتيتياهو).
وهناك خمسة مؤرخين (إضافة إلى برعوثا) كتبوا في وصف الحدائق المعلقة ومازالت كتبهم موجودة إلى اليوم، وقد وصف هؤلاء المؤرخون حجم الحدائق المعلقة، وكيفية وسبب بنائها، وماذا كان النظام المتبع في ري الحدائق.
وذكرت حقائق عن الحدائق المعلقة في الكثير من النصوص التاريخية ومنها المجلد الثاني للمؤرخ ديودور الصقلي وهي كالآتي:
بلغت مساحة الحدائق حوالي 14400 متراً مربعاً، وكانت على شكل تل وتتكون من طبقات ترتفع الواحدة فوق الأخرى، وهي تشبه المسارح اليونانية، حيث يصل ارتفاع أعلى منصة إلى خمسين ذراعاً.
بلغت سماكة جدران هذه الحدائق التي زُيّنت بكلفة عالية حوالي 22 قدماً، وممراتها كانت بعرض عشر أقدام، وهذه الممرات كانت مغطاة بثلاث طبقات من القصب والقار، وطبقة ثانية من الطوب، والطبقة الثالثة تتألف من الرصاص تمنع تسلل الرطوبة تليها كميات من التراب غرست فيها الأشجار، وزودت الحدائق بما تحتاجه من التراب لتتسع لجذور أكبر الأشجار، إذ زُودت الحديقة بأشجار من كل الأنواع وبكثافة.
صممت الحديقة بطريقة تسمح للضوء بالوصول إلى كل المصاطب، احتوت الحدائق على مساكن ملكية، وكانت المياه ترتفع إلى قمة الحدائق بآلات ترفع المياه من النهر، وقد صممت بطريقة لا يراها زوارها. كان موقع الحدائق بالقرب من نهر "ولم يحدد أي نهر لكن المؤكد أنها كانت في بابل وبناها نبوخذ نصر.
هناك حقائق أخرى مكملة لما دونه ديودور الصقلي من خلال الجغرافي والمؤرخ سترابو، حيث يضيف المزيد من الحقائق في نصوصه كالآتي:
أن الحدائق المعلقة هي عجيبة من عجائب الدنيا السبع، حيث وصف آلية رفع المياه فيها بأنها كانت عن طريق أنابيب لولبية ترفع المياه إلى الحدائق، وأنها تقع على نهر الفرات «تم تحديده بالضبط لأول مرة»، وكان ثمة موظفين مهمتهم إدارة هذه اللوالب لرفع المياه على مدار اليوم.

## وصلات خارجية
- "أسرار جديدة حول حدائق بابل المعلقة". www.middle-east-online.com. مؤرشف من الأصل في 2017-03-05. اطلع عليه بتاريخ 2017-03-05.
- Iraqi Translation Project (8 يونيو 2015)، حدائق بابل المفقودة، مؤرشف من الأصل في 2017-06-27، اطلع عليه بتاريخ 2017-03-05